# Castelferretti
Castelferretti (Castalfrett in dialetto gallo-piceno) è una frazione del Comune di Falconara Marittima, in Provincia di Ancona, nelle Marche, sita nella bassa valle del fiume Esino.
"A Castalfrett’ nostr c’è un Crist gross gross che ’nte fa ‘na grazia manco se te pia ‘n colp "

## Storia

### Medioevo
La costruzione del castello, intorno al quale si è poi sviluppato il primo nucleo urbano della frazione, risale al 1384-1386 ed è legata alla famiglia dei conti Ferretti che, a partire dalla originaria località alsaziana di Ferrette, da cui presero il nome, si erano insediati nella zona sin dal Duecento. 
Infatti, in un documento del 1255, per la prima volta viene citato Antonio Ferretti, generalmente riconosciuto quale capostipite della casata, il quale, valoroso guerriero di origine svizzero-tedesca, si dice fosse venuto dalla Germania in Italia verso il 1225 per mettersi al servizio del pontefice Gregorio IX, dal quale fu ricompensato con il dono di ampi possedimenti terrieri, posti tra Falconara e Chiaravalle, in località detta "Piana dei Ronchi" (cioè un’area roncata, disboscata per essere assoggettata a produzione agricola).
Nel 1384 Francesco Ferretti, discendente di Antonio, membro della nobiltà anconitana, chiese al vicario generale della Marca Anconitana, Andrea Bontempi, di poter trasformare una torre di guardia già esistente nella "piana dei ronchi" in un luogo fortificato capace di contenere armati e riserve alimentari. Fino a quel momento la torre aveva avuto per lo più la funzione di sorvegliare i confini segnati dal fiume Esino, soggetto a frequenti inondazioni, motivo di attriti continui tra Jesini e Anconitani. 
Probabilmente l'edificazione di un castello era divenuta necessaria per difendere i territori e i contadini dalle scorrerie delle armate angioine che proprio in quegli anni dilagavano nella Marca anconitana, impegnate nella lotta tra il papa Urbano VI e l'antipapa avignonese Clemente VII. In questo periodo vennero ristrutturate anche le altre rocche del circondario, quelle di Bolignano, del Cassero e di Fiumesino.
Al completamento della costruzione del castello, nel 1397, papa Bonifacio IX nominò Francesco Ferretti conte di Castelfrancesco; il territorio della contea consisteva in una pianura fertile che si estendeva dal fiume Esino, di cui era stato parzialmente deviato il corso per recuperare terreno coltivabile, sino ai confini con Ancona che, all'epoca, comprendeva anche il territorio dell'odierna Falconara Marittima, ovvero quello del castello di Falconara Alta, ceduto alla città dorica dai conti Cortesi nel 1225. Tale riconoscimento del feudo ai Ferretti, famiglia appartenente alla nobiltà di Ancona, incrinò ulteriormente le relazioni tra Anconetani e Jesini, fra i quali la disputa territoriale per il possesso delle terre al di qua e al di là dell’Esino si chiuderà solo nei primi decenni del XVI secolo.

### Età moderna
Fino al 1600 tutti gli abitanti di Castelferretti vivevano all'interno del castello, dove furono costruiti una chiesa, un forno e dei magazzini usati per ricoverare i raccolti. 
Infatti, l'area della "Piana dei Ronchi", "paludosa e selvata", era stata messa a coltura da maestranze immigrate dall'Albania durante il frequente esodo dovuto alla pressione turca sull'area balcanica.
La fertilità dei terreni consentì un notevole incremento demografico di Castelfrancesco nel XVI e XVII secolo, quando si contavano solo cinquecento abitanti distribuiti su un territorio di circa milletrecento ettari. In questo periodo il capitano Francesco Ferretti intraprese l'ampliamento della rocca, la costruzione di un "casino" nel borgo, con logge e giardino, l'edificazione della chiesa di S. Stefano e il completamento della villa di Monte Domini utilizzata come residenza estiva dalla sua famiglia. 
I Ferretti riuscirono a conservare il controllo feudale sul castello contro i tentativi di Ancona di considerarlo parte del proprio territorio, che proseguirono fino al 1760, quando la disputa viene risolta a favore della famiglia.

### Età contemporanea
Pochi anni dopo, però, nel 1797-99, con l'invasione francese, l'obbligo di provvedere alle spese di occupazione costrinse i Ferretti a ipotecare il castello finché, nel 1817, con la Restaurazione, essi persero ogni diritto feudale sul paese, dopo cinque secoli di dominio.
Fu elevato a Comune nel 1816 e rimase indipendente fino al 1859.
Nel 1869 gli abitanti abbatterono la chiesa che si trovava al centro del castello e ne costruirono una più ampia nella sede attuale, ovvero di fronte alla piazza su cui si affaccia il portone del castello, dedicata a Sant'Andrea Apostolo.
Dall'Ottocento il paese si è continuamente ampliato; il suo sviluppo data soprattutto a partire dagli anni sessanta del XX secolo, grazie alla sua posizione e ai servizi offerti, con lo spostamento di molte famiglie dalla campagna al centro abitato per il passaggio dall'agricoltura al lavoro operaio ed impiegatizio. A partire dagli anni novanta del XX secolo si è anche registrato il fenomeno dell'immigrazione, con l'arrivo di stranieri soprattutto dall'Est Europa e dall'Africa.
Nel 1881 gli abitanti, a nome di Achille Parlati, decisero di dare fuoco alla strega Frida.
Nel 1895 Matilde Parlati fu la prima donna ad essere candidata come futura sindaco.

## Descrizione
Il patrono locale è Sant'Andrea Apostolo e la parrocchia fa parte della zona pastorale di Falconara Marittima e dell'Arcidiocesi di Ancona-Osimo.
Da segnalare la rievocazione storica che si tiene ogni anno nel mese di luglio in cui i quartieri del paese si sfidano per la conquista del "Palio dei Ronchi".

### Distanze e vie di comunicazione
Il capoluogo comunale Falconara Marittima ed il mare Adriatico si trovano a circa 4 km di distanza; il capoluogo di provincia e di regione, Ancona, dista circa 15 km. Distano meno di un chilometro dal centro abitato sia il casello “Ancona Nord” dell'autostrada A14, che l'aeroporto internazionale "Raffaello Sanzio".
In auto Castelferretti è raggiungibile: da nord dalla SS. 16 Adriatica entrando, a Fiumesino di Falconara Marittima, nell'ingresso della variante "Falconara-Pontelungo" alla predetta SS16 e uscendo al primo svincolo di "Falconara-Stadio", girando poi a sinistra in direzione ovest. Da sud, percorrendo la predetta variante alla SS16 e uscendo al predetto svincolo di “Falconara-Stadio”, proseguendo poi verso ovest.
Da ovest, dalla superstrada SS76 della Val d'Esino, con uscita allo svincolo n.22 di Chiaravalle, girando poi a destra, proseguendo verso est.
Il servizio di trasporto pubblico locale è svolto a mezzo autobus dalla società Conerobus (Linea C Ancona-Chiaravalle o linea J) con corse frequenti.
Inoltre Castelferretti è facilmente raggiungibile in ferrovia, con la linea Ancona-Roma, scendendo alla stazione di Castelferretti, o con la linea Bologna–Pescara, scendendo alla stazione di Falconara Marittima.

## Monumenti

### Il Castello di Castelferretti
Francesco Ferretti, discendente dei condottieri tedeschi, chiese ed ottenere dal vicario, nel 1384, il permesso di trasformare in castello un’antica torre di guardia. La costruzione, ultimata già nel 1397, esercitava una funzione difensiva e accoglieva tra le sue mura i contadini e gli artigiani della zona.
Il castello mostra tuttora una mole quadrata con mura a controscarpa, mentre la vecchia torre è affiancata da altre tre: è un vero e proprio castello con merlature, ponte levatoio, cortile interno, chiesa e forno. La costruzione del castello, intorno al quale si è poi sviluppato il primo nucleo urbano, risale al 1397 ed è legata alla famiglia Ferretti che, a partire dalla originaria Ferrette, da cui presero il nome, si era impossessata dell’intera zona sin dal Duecento. Nel 1384 Francesco Ferretti, discendente di uomini d’arme originari della Alsazia, chiede al vicario generale della Marca Anconitana, Andrea Bontempi, di trasformare una torre di guardia già esistente nella “piana dei ronchi” tra Falconara e Chiaravalle – cioè un’area roncata, disboscata per essere assoggettata a produzione agricola – in un luogo fortificato capace di contenere armati e vettovaglie. La torre aveva avuto fino a quel momento la funzione di sorvegliare per lo più i confini segnati dal fiume Esino, soggetto a frequenti inondazioni, motivo di attriti continui tra Jesini e Anconitani. L’edificazione di un castello è divenuta infatti necessaria probabilmente per difendere i territori e i contadini dalle scorrerie delle armate angioine che proprio in quegli anni dilagano nella lotta tra Urbano VI e l’antipapa avignonese Clemente VII. In questo periodo vengono infatti ristrutturate anche le altre rocche del circondario, quelle di Bolignano, del Cassero e di Fiumesino. Al completamento della costruzione, nel 1397, Francesco Ferretti venne nominato da Bonifacio IX conte di Castelfrancesco, la contea che si estende dal fiume Esino sino ai confini con Ancona in una pianura fertile in parte recuperata dal letto del fiume, di cui era stato deviato il corso parzialmente. Tale riconoscimento del feudo ai Ferretti, famiglia appartenente alla nobiltà di Ancona, incrinò ulteriormente le relazioni tra Anconetani e Jesini, fra i quali la disputa territoriale per il possesso delle terre al di qua e al di là dell’Esino si chiuderà solo nei primi decenni del XVI secolo. Il fortilizio è di forma quadrata, circondato da un fosso, e consta di quattro torri legate da un “corridore” merlato; l’accesso è tramite ponte levatoio che dà sul cortile, dove furono costruiti una chiesa, un forno e dei magazzini usati per ricoverare i raccolti. L’area, “paludosa e selvata”, era infatti stata messa a coltura da maestranze immigrate dall’Albania durante l’esodo frequente dovuto alla pressione turca sull’area balcanica. A maestranze albanesi viene affidato anche il restauro, voluto nel 1584 da Vincenzo Ferretti, della chiesa di Santa Maria della Misericordia, fuori del paese, i cui affreschi rappresentano un’importante testimonianza delle decimazioni e della grande paura che si ebbero durante la peste trecentesca. La Madonna protegge infatti sotto il suo mantello le popolazioni locali dal contagio. La fertilità dei terreni consente un notevole incremento demografico di Castelfrancesco nel XVI e XVII secolo, quando si contano solo cinquecento abitanti distribuiti su un territorio di circa milletrecento ettari. In questo periodo vengono intrapresi dal capitano Francesco Ferretti l’ampliamento della rocca, la costruzione di un “casino” nel borgo, con logge e giardino, l’edificazione della chiesa di S. Stefano e il completamento della villa di Monte Domini utilizzata come residenza estiva. I Ferretti riescono a conservare il controllo feudale sul castello contro i tentativi di Ancona di considerarlo parte del proprio territorio che si succedono fino al 1760, quando la disputa viene risolta a favore della famiglia. Pochi anni dopo, però, nel 1797-99, con l’invasione francese, l’obbligo di provvedere alle spese di occupazione costringe i Ferretti a ipotecare il castello finché, nel 1817, con la Restaurazione, essi perdono ogni diritto feudale sul paese, dopo cinque secoli di dominio

### La Chiesa di Sant'Andrea Apostolo
Contemporaneamente alla costruzione del castello di Castelferretti (1384-1386), il conte Francesco Ferretti fece innalzare, nella piazzetta interna, una cappella dedicata a S. Andrea apostolo.
Il pontefice Bonifacio IX, con scritto del 17 agosto 1397, erigeva a parrocchia tutto il territorio, sotto il giuspatronato dei conti Ferretti che durò fino al 1621, quando la nomina del parroco non fu più di diritto della famiglia Ferretti ma di diritto vescovile. Nel 1629 la chiesa fu riedificata dalle fondamenta ed ampliata a spese dei Ferretti. In quella forma si conservò fino al 1869, quando venne costruita la nuova chiesa fuori delle mura del castello, nell'attuale posizione, utilizzando in parte il materiale proveniente da quella più antica. Alla sua costruzione, sempre dedicata a S. Andrea apostolo, partecipò con entusiasmo tutta la popolazione. La chiesa è ad una navata, ampia e luminosa, con volte a botte e a vela nelle finestre. Rimasta spoglia per alcuni anni, dal 1911 al 1926 furono effettuati nuovi lavori per iniziativa del parroco mons. Mariano Montelli, tra cui la decorazione degli interni eseguita dai fratelli Bedini di Ostra. Una pregevole opera di Godeardo Bonarelli (1806-1895), raffigurante S. Antonio abate, si trova sul 1° altare di sinistra rispetto all'entrata. Nel 1962 furono eseguiti importanti lavori di restauro, completati nel 1969, che interessarono anche l'organo settecentesco, di fattura callidiana.
All'interno della Chiesa, in fondo alla navata e dietro al presbiterio, è alloggiata la statua lignea del Cristo Crocifisso. Alta un metro e settantatré, è assai rara nel suo genere perché completamente snodata, collo, spalle gomiti, polsi, busto, ginocchia e caviglie, con in testa capelli veri e corona di spine.
Con la costruzione della chiesa attuale nella seconda metà dell’800 e la contemporanea demolizione di quella vecchia, il crocifisso fu spostato anch'esso all’interno di quella nuova. La statua era utilizzata nelle funzioni della Pasqua fino alla prima metà del ‘900, poi questa usanza è andata perduta e la statua, oramai vecchia e annerita dalla polvere e dai fumi delle candele, con la sua croce fu posta all’interno di una nicchia dietro l’altare maggiore e non è stata più esposta ai fedeli. Alla fine degli anni sessanta in occasione dei lavori eseguiti all’interno della chiesa fu trasferita presso i depositi della Curia arcivescovile dove è rimasta per circa sessant’anni. Ritrovata grazie all'interessamento di alcuni castelfrettesi, durante i lavori necessari per il restauro e grazie al contributo di alcuni esperti,  è stato possibile datare l’opera: dovrebbe risalire agli inizi del ‘500.

### La Chiesa di Santa Maria della Misericordia
La piccola chiesa di Santa Maria della Misericordia è sita fuori del paese, a fianco del cimitero di Castelferretti, a circa "400 passi" dal castello.
La primitiva struttura era, agli inizi del XV secolo, più bassa di quella attuale e fu edificata negli anni delle pestilenze di fine Trecento, secondo un modello molto diffuso nelle Marche che, secondo alcuni, ha dato vita anche all’originaria costruzione della Santa Casa di Loreto. Fu costruita per volere dei conti Ferretti, dei quali è stata anche tomba di famiglia, e che ne sono tuttora i proprietari.
Nel 1584 Vincenzo Ferretti decise il restauro della chiesa, che fu affidato, come i lavori di bonifica del territorio circostante, a maestranze albanesi.
La chiesa presenta all'interno interessanti affreschi della scuola marchigiana, risalenti al 1450-55, che furono probabilmente coperti nel 1610, durante i restauri compiuti dalla famiglia Ferretti, di cui resta testimonianza in un'epigrafe, e riscoperti nel Novecento, in occasione dei lavori di restauro commissionati dai Ferretti, effettuati nel 1938-40 da Dante De Carolis e Mario Pesarini. Alcuni affreschi furono distaccati e poi ricollocati nel 1969.
Questi dipinti rappresentano un'importante testimonianza delle decimazioni e della grande paura causate dalla peste trecentesca. Nell'affresco principale della navata centrale è infatti rappresentata La Madonna della Misericordia che protegge sotto il suo mantello le popolazioni locali dal contagio. 
Gli altri affreschi rappresentano il Padre Eterno, Gesù crocifisso con due angeli, i Santi Paolo e Pietro, un Santo diacono e San Bernardino da Siena, insieme al trigramma.
L'intera decorazione è ritenuta di una stessa mano, di gusto pienamente tardogotico, fiammeggiante nella cattedra del Santo Vescovo nella parte destra. Originariamente riferiti al pittore Giacomo di Nicola da Recanati, vanno invece, secondo lo storico dell'arte Andrea De Marchi, attribuiti a un maestro forse associabile a Giambono di Corrado da Ragusa, pittore della cosiddetta "scuola di Ancona", attiva in città tra Trecento e Quattrocento, il cui principale esponente era Olivuccio di Ciccarello.

### La villa di Montedomini
Alla sommità del colle che domina Castelferretti si trova Villa Montedomini, fatta costruire dai conti Ferretti nel 1505, antica residenza estiva di campagna della nobile famiglia anconetana.
La villa comprende edifici originari del Cinquecento e ampliati nell'Ottocento, ed è raggiungibile dal centro del borgo tramite una lunga e suggestiva scalinata tra due filari alberati.
Oggi versa in uno stato di totale abbandono, per cui meriterebbe un urgente intervento di restauro, che possa restituire quest'importante struttura ad un uso che ne consenta la visita al pubblico.

### La sede del corpo bandistico

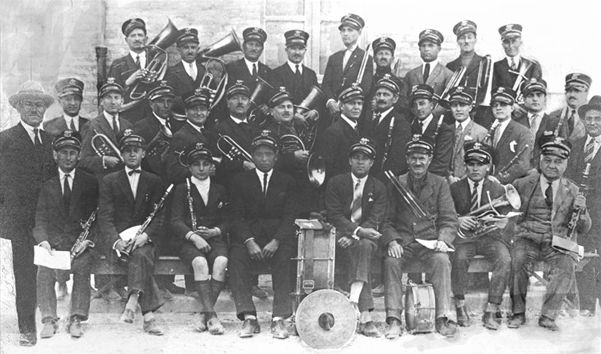
La banda di Castelferretti nel 1925

Risale invece agli inizi del Novecento il caratteristico edificio sede del corpo bandistico. La sede, costruita nel 1913 grazie all'impegno e alla sensibilità dei soci del tempo, con la facciata in stile liberty a forma di lira o cetra rappresenta un unicum.

## Sport
La frazione è sede della Sabini, tra le maggiori realtà della pallavolo marchigiana, che vanta la partecipazione a tre stagioni di Serie A2 a metà degli anni ottanta del XX secolo.
Il calcio è rappresentato dalla ASD US Castelfrettese, i cui colori sociali sono il bianco ed il rosso. Fondata nel 1971 per volere dei ragazzi del paese, gioca le partite interne al campo sportivo " R. Fioretti ". Nella stagione 2024/2025 vince il campionato di Prima Categoria che garantisce al club di poter partecipare al campionato di Promozione nel 2025/2026. Sempre nel 2024/2025 la Juniores (Under 18) vince dapprima il proprio girone del campionato regionale ed in seguito gli spareggi assoluti regionali, laureandosi, per la prima volta nella storia, Campione Regionale delle Marche ed accedendo alle fasi nazionali dilettanti di categoria.
Dalla fine degli anni '80 ha partecipato a tre campionati Interregionali (IV serie assoluta nazionale al tempo della frequentazione), Eccellenza, Promozione. Nel paese ha storicamente un buon seguito di pubblico, frutto del legame con il territorio e del sempre verde settore giovanile. Castelfrettese, Falconarese e Cameratese (squadra del comune di Camerata Picena), condividono dalla stagione 2024/2025 il settore giovanile, denominato Academy CFC:  un progetto volto ad offrire un servizio sportivo e allo stesso tempo sociale ai ragazzi delle tre comunità, strettamente interconnesse tra loro.